# Кладония оленья
Кладо́ния оле́нья (лат. Cladonia rangiferina) — кустистый лишайник из рода Кладония.
Из-за кустистого, сильно ветвистого слоевища кладонию оленью иногда выделяют в род Cladina.

## Описание
Горизонтальное слоевище быстро исчезает, состоит из мелких пепельно-серых бугорков. Подеции высотой 3—20 см, диаметром 0,1—2,0 мм, пепельно-, синевато- или коричневато-серые, в нижней (отмирающей) части чернеющие, цилиндрические, раскидисто-кустистые, густо-разветвлённые. Апикальные веточки коричневые, поникающие в одну сторону. Внешняя сердцевина паутинисто-войлочная, в базальной части с зеленоватыми бугорками, коровый слой отсутствует, Апотеции мелкие, коричневые, расположены на концах веточек. Пикнидии с белым содержимым. Слоевище от KOH желтеет, от парафенилендиамида окрашивается в красный цвет.

## Распространение и экология
Широко распространённый вид, встречается в лесотундре и тундре, в редкостойких лесах Севера, на торфяных болотах на почве, на пнях, реже на обнажённой древесине. Растёт в местах с умеренным снежным покровом.
Типичный мезофит и олигомезофит. Обычно частых зарослей не образует, формируя ягельные ковры вместе с другими видами кустистых лишайников.

## Химический состав
В среднем по 10 анализам при гигроскопической влажности 12,49 % содержит: 2,35% протеина, 1,45 % жира, 41,51 % клетчатки, 45,38 % БЭВ.
Содержит усниновую и рангиформовую кислоту.
Присутствуют вторичные метаболиты: фумарпротоцетраровая кислота, атранорин.

## Охранный статус
В России вид занесён в Красную книгу Белгородской области, города Москвы, Самарской области.

## Значение и применение
Имеет большое хозяйственное значение для северных оленей (Rangifer tarandus). Поедается оленями очень хорошо зимой, весной и осенью. Однако и летом даже при обилии зелёных кормов олени охотно поедают лишайник и особенно охотно после дождей. Старые лишайники с почерневшими основаниями подеция не поедаются.
В Северной Скандинавии, Финляндии, Мурманской области применяется в качестве корма крупному рогатому скоту. В Германии и Франции используется для корма свиней. Во время голода в Финляндии примешивали к тесту и употребляли в качестве хлеба.
Используется для производства витамина Д3.